# 中部天龍車站
35°05′06″N 137°48′09″E / 35.085000°N 137.802564°E
中部天龍車站（日语：／ Chūbu-tenryū eki */?）位於日本靜岡縣濱松市天龍區佐久間町，是東海旅客鐵道（JR東海）所經營的鐵路車站，是JR東海飯田線沿線車站之一。中部天龍屬於JR東海東海鐵道事業本部的直轄範圍內，也是個設置有站長並且兼管理周邊數個小型車站的管理車站。

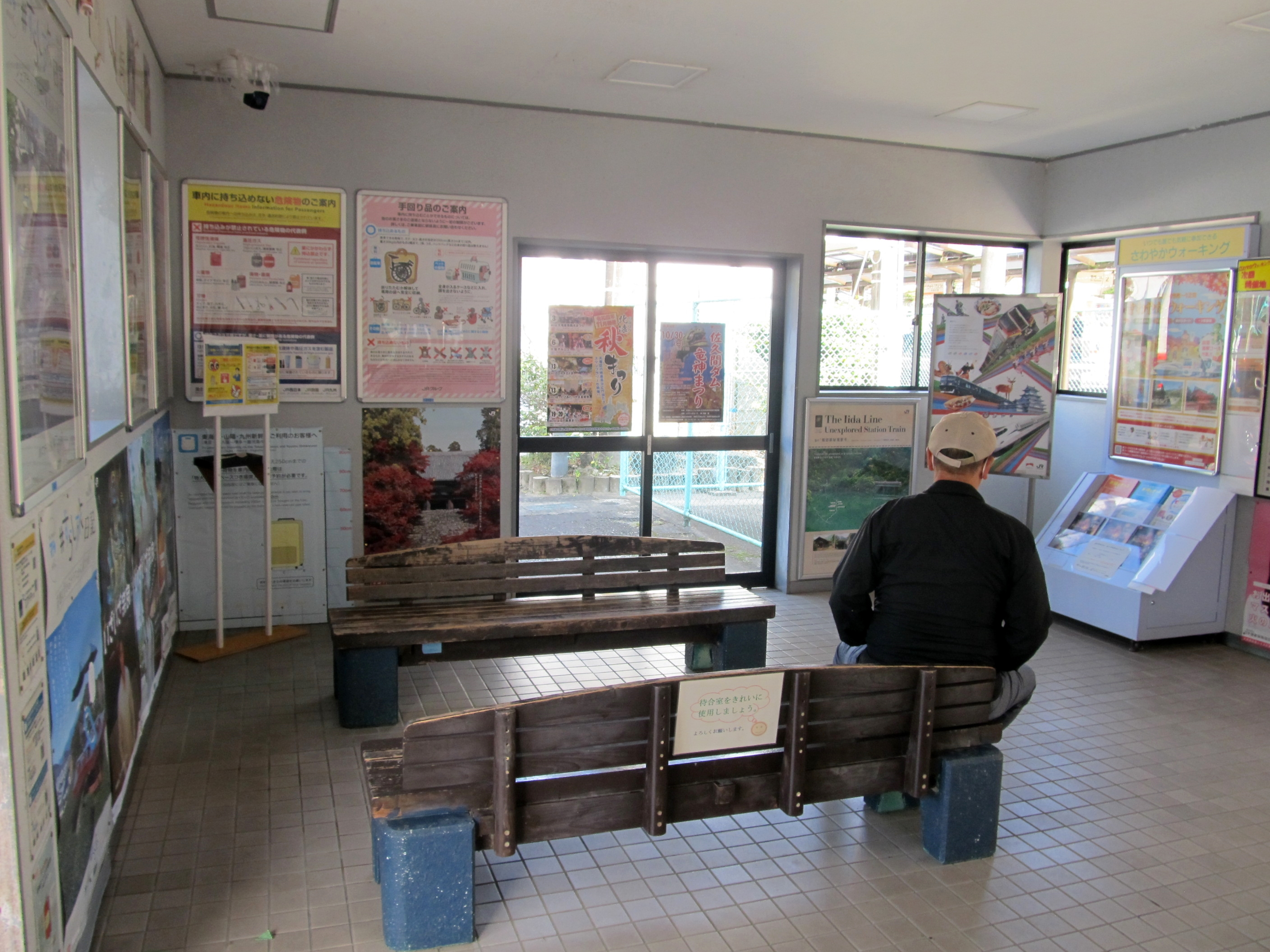
候車室内(2022年10月)

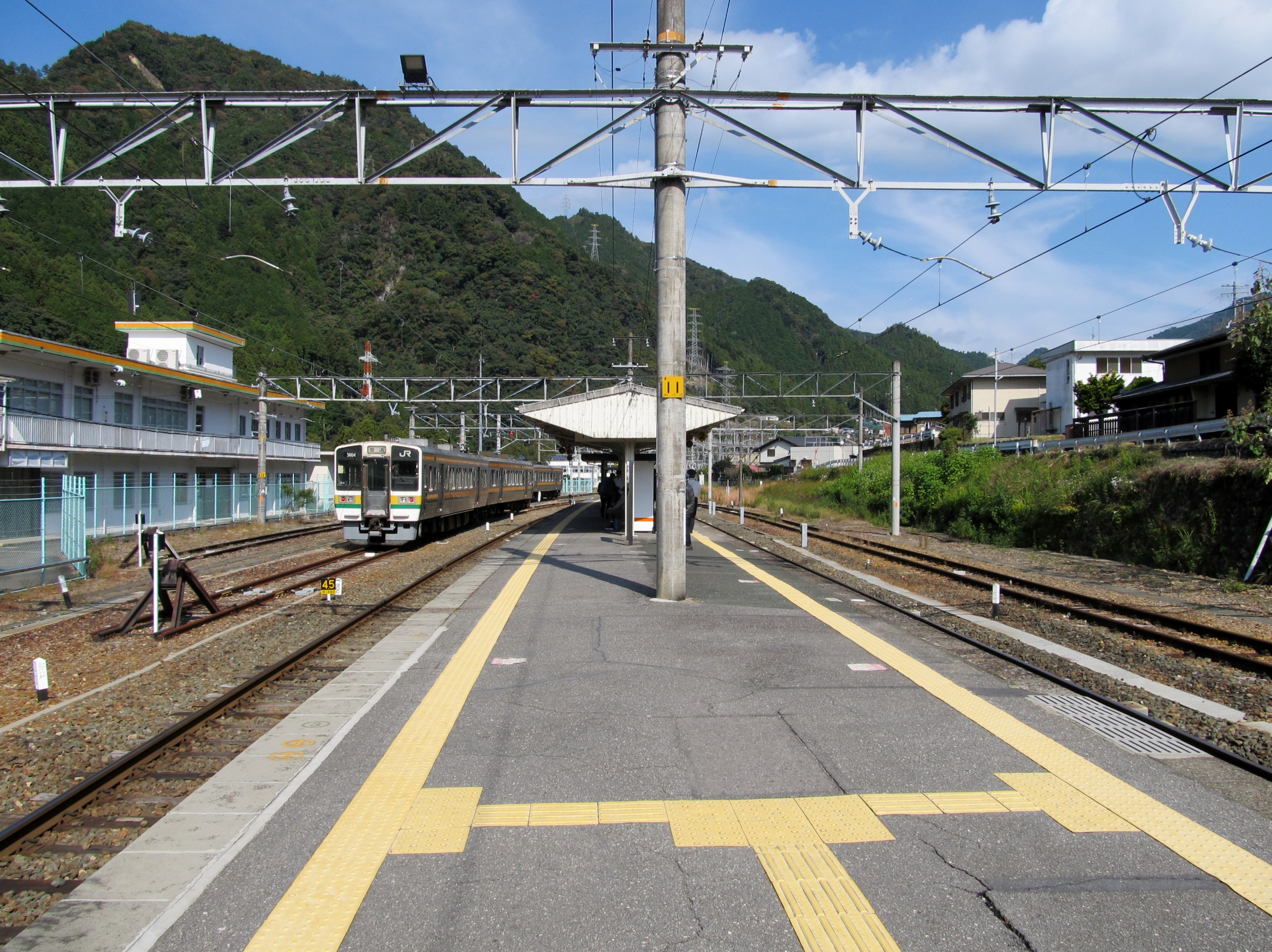
月台(2022年10月)

## 簡介
中部天龍是飯田線上較為重要的車站之一，在早晨運行的許多普通列車都是以本站作為發車車站。除此之外，行駛於飯田線上的特急列車「伊那路」與快速列車皆有在本站停靠。中部天龍原本是連結長野縣伊那谷地方與靜岡縣遠州地方的一條支線鐵路——佐久間線的起點車站，但該線已在1980年、進度部分完成的狀況下停工，成為一條從未通車的未成線。
中部天龍車站在1934年剛設置時（當時還是三信鐵道所屬之車站）原名佐久間（今日位於隔鄰、使用「佐久間」站名的，反而是第二代的佐久間車站），並在隔年更名為中部天龍。其站名中的「中部」兩字是指車站所在地、濱松市天龍區的佐久間町中部地區，而「天龍」則是源自於車站隔鄰的天龍川。
在站務編制上，中部天龍是配置有站長的直營車站。由於是飯田線在靜岡縣內各站（出馬－小和田）中唯一一座有站員配置的有人車站，因此也是上述各站的管理車站。站內設有綠窗口（營業時間9:10－17:25，設有一段休息時間），早上、晚上則為無人站。
中部天龍車站內原本設有一個展示鐵路車輛用的「佐久間鐵路公園」，但該園區已經因為主要展品遷移至新設立的磁浮鐵道館展出，而於2009年11月1日時閉園。

## 車站構造

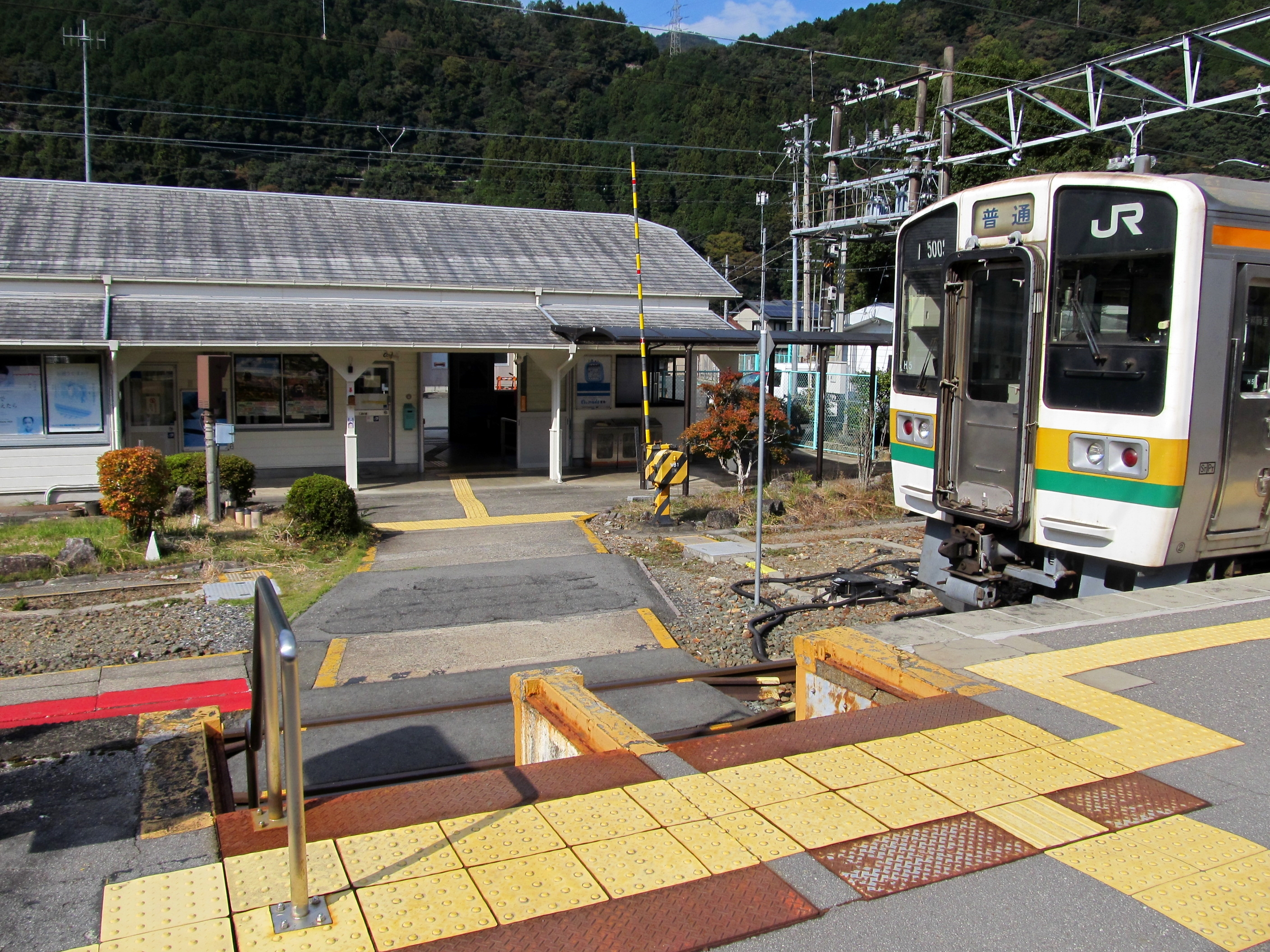
平交道(2022年10月)

中部天龍是配置有一座島式月台2條乘車線的地面車站，除此之外站內也配置有側線，可讓列車進行交會。站舍與月台之間是以月台近下川合站側的站內平交道連結。
站內候車室的座椅，原本安裝於新幹線列車，車廂報廢後，座椅拆下運到車站內再利用。

### 月台配置
| 月台 | 路線   | 方向 | 目的地             |
| ---- | ------ | ---- | ------------------ |
| 1    | 飯田線 | 下行 | 往天龍峽、飯田方向 |
| 2    | 飯田線 | 上行 | 往豐橋方向         |

## 相鄰車站
東海旅客鐵道
 飯田線
- 特急「伊那路」停靠站

■快速（只限上行運行）
浦川 ← 中部天龍 ← 佐久間
■普通
下川合－中部天龍－佐久間